# Guerre du Liban
Pour les articles homonymes, voir Expédition française en Syrie (1860-1861), Crise de 1958 au Liban, Intervention militaire israélienne au Liban de 1982 et Conflit israélo-libanais de 2006.
 (août 2020).
Si vous disposez d'ouvrages ou d'articles de référence ou si vous connaissez des sites web de qualité traitant du thème abordé ici, merci de compléter l'article en donnant les références utiles à sa vérifiabilité et en les liant à la section « Notes et références ».
Conflit israélo-arabe
Guerre froide arabe
La guerre du Liban, ou guerre civile libanaise (arabe : الحرب الأهلية اللبنانية, al-ḥarb al-ahliyyah al-libnāniyyah), est une guerre civile qui se déroule de 1975 à 1990 au Liban. Elle fait entre 150 000 et 250 000 morts et de nombreux disparus et exilés.
La diversité religieuse des Libanais a joué un rôle notable dans le déclenchement et pendant le conflit : les chrétiens libanais et les sunnites libanais constituaient la majorité dans les villes côtières ; les chiites libanais étaient principalement présents dans le sud du Liban et dans la Plaine de la Bekaa à l'est ; et les Druzes ainsi que des chrétiens habitaient les zones montagneuses du pays. À cette époque, le gouvernement libanais était sous l'influence des élites de la communauté maronite,. Le lien entre politique et religion s'est renforcé sous le mandat français de 1920 à 1943, et la structure parlementaire du pays favorisait une position dominante pour les chrétiens libanais, qui constituaient la majorité de la population. Cependant, les musulmans libanais formaient une importante minorité, et l'arrivée de milliers de Palestiniens — d'abord lors de l'exode de 1948 puis de celui de 1967 — a contribué au changement démographique du Liban vers une majorité musulmane. Le gouvernement dominé par les chrétiens faisait face à une opposition croissante de la part des musulmans, des panarabistes et des groupes de gauche. La Guerre froide a également eu un effet désintégrateur sur le pays, étroitement lié à la polarisation politique qui avait précédé la crise libanaise de 1958. Les chrétiens se rangeaient principalement du côté du monde occidental, tandis que les musulmans, panarabistes et de gauche se tournaient vers les pays arabes alignés sur le bloc soviétique.
Les affrontements entre les milices chrétiennes libanaises et les insurgés palestiniens, principalement issus de l'Organisation de libération de la Palestine, débutèrent en 1975 et aboutirent à une alliance entre les Palestiniens, les musulmans libanais, les panarabistes et la gauche. Le conflit s'intensifia lorsque des puissances étrangères, notamment la Syrie, Israël et l'Iran, s'impliquèrent et soutinrent ou combattirent aux côtés de différentes factions. Au cours du conflit, des alliances évoluèrent rapidement et de manière imprévisible. La guerre prend un autre tournant lorsque de nombreux sous-conflits s'y ajoutent à la suite de règlements de comptes entre factions libanaises et palestiniennes :
- Les conflits inter-chrétiens au Liban deviennent de plus en plus forts lorsque les factions maronites des Forces de régulation des Kataeb et de la Brigade Marada s'affrontent à la suite de différends politiques. Les conflits dégénèrent en tueries et batailles.
- La guerre des camps : des milices palestiniennes rivales se combattent avec l'appui de milices libanaises et de nations étrangères.
- La guerre des frères : les mouvements chiites Amal et Hezbollah commencent à s'affronter dans les aires urbaines, avant de se réconcilier.

La guerre se termine défavorablement pour le Front libanais, qui a vu un grand nombre de ses membres faire défection ; les Forces libanaises en tant que milice sont dissoutes. Toutefois, jusqu'en 2000, le Hezbollah et le PSNS continuent le conflit au sud contre l'Armée du Sud-Liban et Tsahal : c'est le conflit au Sud-Liban de 1985-2000.
Les séquelles du conflit se font sentir sur une longue période avec une reconstruction difficile, le maintien de milices armées, des reprises ponctuelles de la violence et une forte instabilité politique. En 1989, l'accord de Taëf a marqué le début de la fin des combats lorsqu'un comité nommé par la Ligue arabe a commencé à formuler des solutions au conflit. En mars 1991, le Parlement libanais a adopté une loi d'amnistie qui pardonnait tous les crimes politiques perpétrés avant la promulgation de la loi.

## Contexte historique de la guerre: une unité fragile

### La création du Liban moderne par la France
L'Empire Ottoman subit une lourde défaite lors de la Première Guerre mondiale. Ses anciennes possessions au Proche-Orient sont divisées après sa défaite face à l’Entente.
En 1920, la France rétablit l'État du Grand Liban qui conservera ses frontières géographiques après son indépendance en 1943.
Il est composé par le territoire montagneux du Mont Liban et ses périphéries immédiates, principalement les plaines de la Bekaa et du Akkar ainsi que le littoral méditerranéen.
Ce tracé géographique a été demandé par les leaders chrétiens maronites en vue d'assurer la viabilité économique du futur État, à travers les ressources agricoles des plaines de la Bekaa et de l'Akkar, greniers historiques de la montagne.
Cette demande des chrétiens rend compte du grand traumatisme qu'a constitué la famine du Mont-Liban en 1916 parmi la population de la montagne, quand elle a été isolée de sa périphérie nourricière.
La communauté maronite est alors majoritaire à 80% dans le Mont-Liban et sur la plaine de Beyrouth, mais dans le nouvel État du Grand Liban elle ne représentera plus que 52% de la population.
Elle sera diluée face aux communautés sunnites et grecque-orthodoxe majoritaires sur le littoral, et chiite dans la Bekaa au sud.
Malgré cette dilution démographique, les maronites ont semblé détenir la conviction de jouer le rôle prépondérant dans le nouvel État, en raison de leur ascension culturelle progressive (débutée du temps de l'émirat) et le soutien de la France mandataire.
Le pays, né ainsi en 1920, est donc multiconfessionnel. Il compte officiellement dix-sept communautés différentes, chacune ayant un droit privé spécifique. Parmi les chrétiens, les maronites sont les plus nombreux. Il y a des musulmans chiites et sunnites ainsi que d'autres minorités religieuses comme les druzes (5 à 7 % de la population libanaise) et les juifs (0,5 %).

### La constitution de 1926
Entre 1926 et 1943, sous mandat français, la Constitution du Liban est mise en place.
Elle entérine l'appartenance de chaque Libanais à une communauté religieuse, et institue le « communautarisme politique », système par lequel les communautés sont représentées « équitablement » au sein de l'État sur la base d'un recensement effectué en 1932.

### L'indépendance
L'indépendance libanaise est autoproclamée en 1941 et sera reconnue par la France libre en 1943. Toutefois elle ne sera effective qu'en 1945 après la Seconde Guerre mondiale.
Après l'évacuation du pays par les troupes françaises et britanniques, un système présidentiel et parlementaire « confessionnaliste » se met en place, instaurant le partage des pouvoirs entre les diverses communautés.
C'est le « pacte national » non écrit de 1943, aux termes duquel la présidence de la République est attribuée à un maronite, celle du gouvernement à un musulman sunnite et la présidence de l'Assemblée à un chiite).
Les maronites ont également reçu le contrôle de l'armée. En retour, ils devaient reconnaître le Liban comme un pays arabe.

### Les forces politiques au pouvoir: le clientélisme
Les forces politiques qui dominent la scène libanaise ne sont pas des partis au sens moderne du terme, mais plutôt des rassemblements autour d'un notable, épaulé par ses hommes de main, les abadays, recrutés sur une base communautaire et locale. Les affrontements politiques tournent donc le plus souvent autour d'une rivalité de clans.
Ce système est considéré comme étant une porte ouverte à la corruption car les loyautés diverses seraient d'abord familiales et locales, ensuite régionales. Chaque décision passe par un consensus entre les dirigeants qui doivent s'assurer du soutien de leur communauté respective. Les politiques ne se limitent pas au partage du pouvoir : la gestion des entreprises publiques est confiée aux partisans et aux proches.
Les années 1950 voient fleurir quelques partis politiques, dont deux jouent un rôle essentiel à partir des années 1970. Ils représentent le fossé qui à ce moment-là de l’histoire du pays semble s'être ouvert entre les Libanais. Le Parti socialiste progressiste de Kamal Joumblatt — un notable druze — dont l'idéologie laïcisante et égalitariste habille une organisation quasi féodale dans un langage marxiste, tandis que le parti Kataëb (phalanges) devient le premier du pays en 1975, avec 80 000 adhérents. Fondé par Pierre Gemayel en 1936, sur le modèle non pas idéologique, mais organisationnel des partis fascistes européens, il mobilise les couches moyennes maronites autour d'objectifs sociaux et de la défense du Liban chrétien.

### Les déséquilibres économiques
La présence de travailleurs palestiniens ou syriens permanents ou temporaires assure aux entrepreneurs un volant de main-d'œuvre à bon marché, mal protégée et remplacée régulièrement. Au total, 10 % de la population active se retrouvait au chômage en 1970, au plus fort de ce qui a parfois été présenté comme le "succès économique libanais".
Les inégalités sociales et économiques présentent un double caractère régional et confessionnel. La communauté chiite est la plus pauvre, tandis que les fortunés se trouvent chez les Grecs orthodoxes et que les classes moyennes sont chez les maronites. Dans les années 1970 le Liban traverse une crise socio-économique. En cause, l'absence d'une politique de redistribution des richesses et de protection des salariés. Les clivages communautaires sont souvent dépassés par la misère et la prolétarisation, et la mobilisation syndicale et politique s'amplifie.

### Les conséquences du conflit israélo-arabe
En 1948, lors de la guerre israélo-arabe de 1948 à la suite de la naissance de l'État d'Israël, environ 140 000 Palestiniens se sont réfugiés au Liban. Une grande majorité des réfugiés est logée dans des camps de l'ONU. Cette population, musulmane à 80 %, s'installe au Liban, et est l'objet de tensions.
Ainsi, tous les Palestiniens chrétiens se voient octroyer la nationalité libanaise, alors qu'elle est refusée aux Palestiniens musulmans.

### L'écho des crises du Proche-Orient
À la faveur de la prospérité et de la liberté d'expression, en contraste avec la censure des États voisins, Beyrouth abrite de nombreux intellectuels et opposants politiques arabes, et devient un foyer de réflexion et de contestation. Les maisons d'édition et les quotidiens, ainsi que les nouvelles organisations politiques, se multiplient.
Le Liban devient un lieu de dialogue privilégié, non seulement entre les Arabes et le reste du monde, mais souvent aussi pour les États arabes entre eux. Membre fondateur de l'ONU et de l'UNESCO, le pays participe aux principales institutions spécialisées.

## Contexte immédiat: la montée des périls (1966-1975)

### Une démocratie en crise
À partir de la fin des années 1960, la vie politique libanaise est entachée d'affaires de corruption généralisée avec des fonctionnaires contraints de démissionner par dizaines, ainsi que par les désaccords sur les thèmes de politique extérieure et de traitement de la résistance palestinienne. La classe dirigeante est en proie à des tensions internes, l'enjeu de cette agitation étant le partage des postes de pouvoir. Les mouvements se radicalisent et la tension grimpe.
Les Libanais conservateurs chrétiens craignent pour la cohésion nationale alors que les musulmans sont solidaires de la résistance palestinienne. Les milices commencent à s'armer massivement. Le clan considéré comme pro-arabe est soutenu par les Palestiniens, alors que les principaux partis libanais chrétiens se tournent vers l'Occident. Des vagues d'affrontements commencent, opposant les Kataëb (phalangistes libanais) aux Palestiniens et aux mouvement arabes

### La question palestinienne
Après la guerre des Six Jours et l'occupation des territoires de Cisjordanie et de Gaza par Israël en 1967, puis la terrible répression jordanienne contre les fedayins palestiniens en septembre 1970 — connue sous le nom de Septembre noir —, les groupes palestiniens au Liban deviennent le foyer du sentiment panarabe et révolutionnaire. Des jeunes Libanais, suivent l'enseignement paramilitaire et idéologique des camps palestiniens, tandis que l'hostilité envers les Palestiniens s'étend chez les maronites.
Les camps de réfugiés servent de base d’entraînement militaire et plusieurs centaines de fedayins lancent des opérations contre les villages du nord d'Israël et des attentats et prises d'otages à l'étranger. Face à ces attaques, Israël multiplie les opérations en territoire libanais : on en a compté 3 000 entre 1968 et 1974. Ces représailles alimentent le sentiment anti-israélien et pro-palestinien au Liban. Israël exige du Liban qu'il assure la paix sur la frontière en contrôlant l'activité des Palestiniens sur son territoire.
Le 23 avril 1969, à Saïda puis à Beyrouth, lors de manifestations de soutien aux fedayins, des affrontements opposent les Palestiniens à la gendarmerie libanaise, faisant 14 morts et plus de 80 blessés ; l'armée tente de reprendre par la force le contrôle des camps, mais elle échoue ; le gouvernement libanais se rend compte qu'il n'est plus en mesure de désarmer les combattants palestiniens, bien armés, soutenus par plusieurs États arabes et par une partie de l'opinion libanaise. Le gouvernement de Rachid Karamé se résigne à demander la médiation de l’Égypte. Les accords du Caire sont signés le 3 novembre 1969, sous l'égide du président égyptien Nasser, entre Yasser Arafat, commandant de l'OLP, et le général Émile Boustani (en), commandant en chef de l'armée. L'extraterritorialité des camps des fedayins est reconnue. Cet arrangement est voté par le parlement libanais le 6 décembre, mais son texte est tenu secret, car il est contraire au plein exercice de la souveraineté libanaise : les députés votent la confiance au gouvernement sur un texte dont ils ignorent la teneur,. En effet, cet accord consacre le droit des fedayins à mener, à partir du territoire libanais, des opérations militaires et des attaques dans le cadre de leur lutte nationale armée et tout en respectant, ajoute le texte, la souveraineté de l'État libanais. Cet accord permet aux Palestiniens de s'organiser militairement au Liban et d'y créer — selon leurs adversaires — un véritable État dans l'État.
À la différence des États arabes voisins, au pouvoir politique considérée comme "fort", qui n'hésitent pas à traiter le problème palestinien de manière radicale, la présence des réfugiés palestiniens au Liban et surtout les attaques de l'OLP contre Israël deviennent le point principal de désaccord entre les deux grands blocs. L'OLP va profiter de l’environnement démocratique existant au Liban, ainsi que de la nature multiconfessionnelle fragile du pays lui permettant de donner au conflit un habillage inter-libanais et rendant impossible la maîtrise de la présence palestinienne au Liban[réf. nécessaire]. En 1974, Yasser Arafat commence à orienter son action sur le plan politique ; mais il est débordé par des groupes palestiniens minoritaires comme le FPLP-Commandement général et le FDLP qui organisent des attaques contre les kibboutz israéliens ainsi que des attentats anti-israéliens à l'étranger.

### Étapes du conflit
On peut diviser la guerre civile libanaise en deux grandes phases délimitées par l'intervention israélienne de 1982. De 1975 à 1982, une coalition à dominante maronite, le Front libanais, s'oppose à une coalition « palestino-progressiste » à dominante musulmane dont la principale force armée, l'OLP, est palestinienne. L'intervention israélienne élimine du jeu l'OLP, dont la direction est évacuée vers la Tunisie, tandis que la mort de Bachir Gemayel et d'une partie de son état-major affaiblit le camp chrétien. La seconde phase (1982-1990) est marquée par l'échec des forces d'interposition occidentales, la montée en puissance des partis chiites, Amal et Hezbollah, le retrait progressif des troupes israéliennes, et enfin par le recours à la Syrie, accepté ou refusé par les différents partis libanais.

## La guerre du Liban: première phase (1975-1982)

### La «guerre de deux ans» (1975-1976)
Les violences s'amplifient au début de 1975 : en janvier, une nouvelle incursion israélienne dans l'Arkoub provoque un exode des civils libanais. Pierre Gemayel, chef du parti chrétien des Kataëb, lance un appel au désarmement des Palestiniens, en février et mars, à l'occasion d'une grève des pêcheurs, une série d'affrontements éclatent à Saïda et dans d'autres villes du Sud entre les Palestiniens et l'armée ; la médiation de Kamal Joumblatt et de comités locaux permet une trêve précaire. Cependant, les Libanais admettent généralement que la guerre civile a commencé le dimanche 13 avril 1975, lors du massacre du bus de Beyrouth. Ce jour-là, des fedayins palestiniens organisent un défilé en armes au camp de Sabra pour commémorer l'attaque d'un kibboutz israélien un an plus tôt ; le même jour à Aïn el-Remmané dans la banlieue est de Beyrouth, Pierre Gemayel préside à l'inauguration d'une église ; une automobile passant dans la rue ouvre le feu sur le groupe, blesse Pierre Gemayel, et tue son garde du corps. Dans l'après-midi, les miliciens des phalanges libanaises (Kataëb) attaquent un autobus de militants palestiniens revenant du camp de Sabra par la même rue et tuent 27 d'entre eux ; dans la journée, les affrontements se généralisent, Palestiniens et phalangistes dressent des barricades et s'affrontent au fusil et à la roquette. Selon certaines sources, l'attentat devant l'église aurait été organisé par le Parti social nationaliste syrien (PSNS) pour venger la mort et la torture dans les prisons infligées par les partisans de Gemayel aux prisonniers du PSNS,. La spirale vers le chaos s'amplifie vite. Le « samedi noir », après la découverte de quatre chrétiens tués à coups de hache en décembre 1975, des phalangistes enragés par la mort de leurs compagnons tuent près de 300 musulmans près du siège de leur parti.
Le 31 octobre 1975, la guerre en est déjà à son dixième cessez-le-feu. Embuscades, guérilla urbaine entre kalachnikov et M-16, tirs de francs-tireurs non identifiés sont bientôt suivis par l'entrée en lice de canons et de lance-roquettes. Les camps de réfugiés qui encerclent la ville sont la cible privilégiée des Kataëbs ; les Palestiniens répliquent en attaquant la ville de Damour (janvier 1976), et massacrent la plupart de ses habitants chrétiens.
Toute cette époque est marquée par des pillages et des destructions qui touchent même les grandes banques de la capitale. Beyrouth est vite divisée le long de la fameuse ligne verte. Cette situation se prolonge pendant les dix-sept années suivantes.

### Le Liban déchiré et l'intervention armée des États voisins
En 1976, la Syrie impose un cessez-le-feu et propose un rééquilibrage du partage des pouvoirs entre communautés.
Cette même année, le président syrien Hafez el-Assad ordonne l'entrée de troupes et de blindés au Liban le 6 juin dans le but de « préserver le statu quo et mettre en échec les ambitions des Palestino-progressistes » malgré la résistance de l'armée libanaise. Le mois suivant, à la suite d'un changement d'alliance, la Syrie se met à bombarder les forces chrétiennes et soutenir l'OLP.
Grâce à l'intervention militaire et diplomatique des puissances régionales arabes, le président libanais et le chef de l'OLP sont convoqués à Riyad cette même année. Ils sont invités par l'Arabie saoudite et l'Égypte à reconnaître la légitimité de la présence des troupes syriennes au Liban, et l'officialisent par la mise en place de la Force arabe de dissuasion (FAD).
Dans un pays de plus en plus divisé, le problème central demeure celui de la restauration de l'autorité de l'État : en réalité, le président n'exerce son autorité que sur 400 km2 autour du palais présidentiel.
Tandis que la Syrie fait régner un ordre minimal dans le Nord et la Bekaa, au prix d'une lourde taxation sur toutes les productions, y compris la culture du haschich, les milices jouissent d'une liberté proche de l'anarchie, et les rivalités sont souvent résolues de manière expéditive comme en témoigne l'assassinat en 1977 du chef charismatique du mouvement national, Kamal Joumblatt. Il a été assassiné par l’armée syrienne, mais ses partisans druzes se vengent sur les chrétiens du Chouf en massacrant plus de 135 d’entre eux .
Dans la zone du Liban chrétien, pouvoir militaire et pouvoir politique sont unifiés par étapes au prix de sanglants affrontements dont les Kataëb sortent vainqueurs. Désormais, Bachir Gemayel préside au commandement de la milice de la région, les Forces libanaises, et substitue sa loi à celle de l'armée et de la police. Il est partisan d'un Liban fédéré, placé sous le signe du « pluralisme culturel », c'est-à-dire de la décentralisation culturelle, administrative, voire politique.
Les Kataëbs multiplient les contacts avec Israël, qui leur fournit équipements militaires et conseils. Avec ses ports et ses services de douane, avec ses impôts, ses services sociaux et ses coopératives, la zone chrétienne constitue la « région libérée » à partir de laquelle le jeune Bachir compte se lancer à la reconquête de tout le Liban.

### «Ni guerre ni paix» (1977-1982)

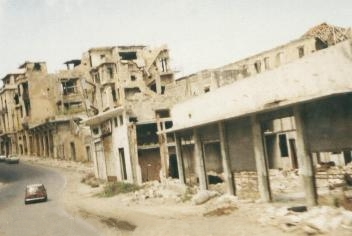
Beyrouth en 1978.

Cette présence militaire souffle sur les braises et enferme les Libanais dans des luttes internes. Raymond Eddé est écarté de la présidence. Il avait fait du départ des troupes étrangères le premier point de son programme. Les efforts pour rétablir l'entente nationale ne progressent pas et de violents affrontements opposent l'armée syrienne aux milices chrétiennes en 1978. Des violences se produisent aussi entre factions chrétiennes, comme en juin 1978, l'assassinat de Tony Frangié, chef de la Brigade Marada, et de nombreux autres membres de sa famille par les Forces libanaises.
En mars 1978, dans le Sud, le gouvernement israélien, à la suite des nombreuses attaques sur les villes du Nord d'Israël organisées par l'OLP depuis le Liban, décide d'une offensive dans le Sud du pays, c'est l'opération Litani. Elle vise à repousser les milices palestiniennes au nord du pays et s'emparer de la rivière Litani. Après plusieurs semaines en territoire libanais, les troupes israéliennes se retirent partiellement, laissant la région à l'Armée du Liban sud.
Les intérêts stratégiques provoquent un triple affrontement au printemps de 1981 : d'abord entre la Force arabe de dissuasion (FAD) et les Kataëb qui cherchent à libérer Zahlé et à inclure la ville dans leur zone de contrôle, puis entre la FAD et l'aviation israélienne qui fournit un appui aérien aux Kataëb contre les hélicoptères de l'Armée de l'air syrienne. Israël et la Syrie semblent à la veille d'un affrontement direct total. Mais un cessez-le-feu américain prend place.
De 1979 à 1983, les services secrets israéliens mènent une campagne à grande échelle d’attentats à la voiture piégée qui tue des centaines de Palestiniens et de Libanais, civils pour la plupart. Le général israélien David Agmon indique qu'il s'agissait de « créer le chaos parmi les Palestiniens et les Syriens au Liban, sans laisser d’empreinte israélienne, pour leur donner l’impression qu’ils étaient constamment sous attaque et leur instiller un sentiment d’insécurité ». Le chroniqueur militaire israélien Ronen Bergman précise que l'objectif principal était de « pousser l’Organisation de libération de la Palestine à recourir au terrorisme pour fournir à Israël la justification d’une invasion du Liban ».
Le 16 juillet 1981, des roquettes palestiniennes tuent trois civils israéliens. Le lendemain, l'aviation israélienne bombarde massivement des bureaux de l’OLP à Beyrouth, tuant entre 200 et 300 personnes, principalement des civils libanais, et en blessant plus de 800.

## L'intervention israélienne de 1982 et ses conséquences

### «Paix en Galilée» (juin 1982)

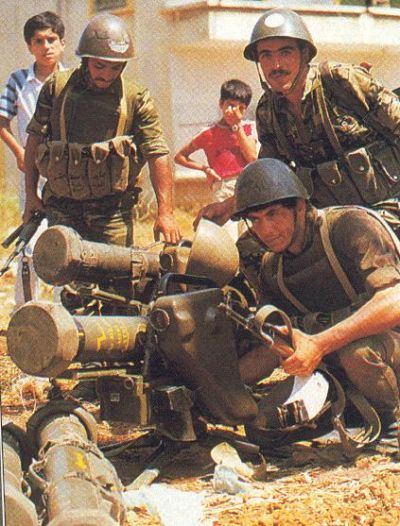
Équipe anti-char de l'armée syrienne armée de missiles Milan durant la guerre de juin 1982.

Le 3 juin 1982, un commando de l’organisation terroriste palestinienne d'Abou Nidal tente d'assassiner l'ambassadeur israélien à Londres, Shlomo Argov, le blessant grièvement.
Les services de renseignement israéliens étaient conscients que l'OLP n'avait aucun rapport avec l'attentat contre l’ambassadeur Shlomo Argov mais celui-ci constituait un prétexte recherché depuis plusieurs années par Israël afin de procéder à l'invasion du Liban,,. Le lendemain, l’armée israélienne bombarde au Liban des camps de l’OLP, en représailles contre l’attentat, dans lequel l’organisation de Yasser Arafat n’était pas impliquée (Abou Nidal et l’OLP étant en conflit depuis 1974). Très vite la situation se dégrade : l’OLP réplique par des tirs de roquettes sur le Nord d’Israël, entraînant de nouveaux bombardements de ses positions par Tsahal.
Le 6 juin, l'armée israélienne déclenche l’opération Paix en Galilée et entre au Liban, avançant jusqu'à Beyrouth.
Les troupes de Tsahal traversent les lignes tenues par la FINUL, force d'interposition placée par l'ONU, franchissent la ligne des 40 km nord initialement annoncée comme objectif limite par le ministre de la Défense Ariel Sharon et atteignent la capitale, où ils font leur jonction avec les Forces libanaises de Bachir Gemayel. Les forces armées syriennes, qui déploient essentiellement de l'aviation et des unités de défense antiaériennes face à l'armée israélienne, s'effondrent avec des pertes importantes.
Le 16 septembre 1982, le Parti communiste libanais et deux autres partis de gauche, l’Organisation de l'action communiste au Liban et le Parti d'action socialiste arabe, créent le Front de la résistance nationale libanaise, ou Jammoul selon l’acronyme arabe.
Environ une semaine après le début de leur invasion, les Israéliens commencent le siège de Beyrouth Ouest (où habitent 200 000 civils) où l'OLP trouvait refuge au milieu de la population civile. Le Sud de la ville, où les fedayins palestiniens avaient trouvé refuge, fut exposé à des bombardements quasi constants[réf. nécessaire]. Le 21 août, à la suite d'un accord américain, l'OLP quitta Beyrouth sur des navires de la Marine nationale française sous surveillance internationale (arrivée du premier contingent, français, le 21 août ; départ du dernier contingent, français, le 13 septembre). Beaucoup interprétèrent cette évacuation comme la victoire maronite de la guerre. Le dirigeant des phalangistes, Bachir Gemayel, considéré comme l'homme fort du Liban, fut élu président.

### Sabra et Chatila
Trois semaines plus tard, le 14 septembre 1982, une énorme bombe fut placée dans le quartier général phalangiste, tuant le président Bachir et 60 de ses partisans. Cet attentat non revendiqué déclencha la colère des phalangistes contre les Palestiniens, d'abord soupçonnés. Par la suite, un Libanais, Habib Chartouni, fut arrêté sous de sérieuses présomptions. Il était membre du Parti social nationaliste syrien, favorable à l'union du Liban à la Syrie, et hostile à Israël ; mais ce parti n'a pas revendiqué l'attentat, ou tout du moins a nié l'avoir commandité ; Chartouni est resté en prison sans jugement jusqu'à son évasion en 1990. Les services secrets syriens aussi bien qu'israéliens ont été aussi mis en cause dans cet attentat, sans véritable preuve[Par qui ?].
Après l'évacuation de Beyrouth par l'OLP, plusieurs centaines de milliers de civils palestiniens restés sur place se trouvent brutalement privés de protection et d'encadrement[réf. nécessaire].
Les milices libanaises phalangistes entrent dans les camps pour les « nettoyer » des combattants palestiniens. L'armée israélienne contrôlait le périmètre des camps de réfugiés et apportait un soutien logistique alors qu'une section des phalangistes dirigée par Élie Hobeika avait pour mission d'entrer dans les camps. Le rapport de la commission d'enquête israélienne Kahane met en évidence que les services israéliens savaient que les phalangistes avaient pour intention d'appliquer des méthodes violentes, et qu'ils étaient au courant de massacres de femmes et d'enfants perpétrés par ces factions.
Le 15 septembre, l'armée israélienne contrôlait les accès du camp, tout en mettant en place des postes d'observation sur les toits d'immeubles avoisinantsInterprétation abusive ?. Durant les deux nuits suivantes, les phalangistes entrent dans les camps de réfugiés de Sabra et Chatila situés à la sortie de Beyrouth pour combattre les terroristes palestiniens. Au cours de deux jours de massacres, les phalangistes tuèrent entre 700 et 3 500 civils selon les sources, parmi eux des femmes et des enfants.
Quelques heures après l'entrée des phalangistes dans les camps, les services israéliens reçoivent une information parlant d'entre 120 et 300 morts à Sabra et Chatila. Aucune confirmation ne peut être obtenue. L'armée israélienne, face à l'absence d'information fiable, décide de ne pas intervenir.
Pendant ce temps, le commandant de la région nord de Tsahal rencontre le commandant en chef de l'armée régulière libanaise. Il tente de le persuader que l'armée libanaise doit entrer dans les camps palestiniens. Il l'adjure de parler en ce sens au Premier ministre du Liban. « Vous savez ce que les Libanais sont capables de se faire les uns aux autres », dit-il. « C'est important, vous devriez agir maintenant. » La réponse sera négative.
La seule enquête israélienne officielle dont la conclusion a été rendue publique en février 1983 faite par une commission israélienne dirigée par Itzhak Kahane, le chef de la Cour suprême, a conclu à la responsabilité des phalangistes et à la responsabilité indirecte d'Ariel Sharon. En 1982, une Commission indépendante menée par l'avocat irlandais Sean McBride considère Israël comme « directement responsable du massacre du fait de sa position d'occupant »,.

## Économie de la guerre civile

### Une guerre coûteuse
Au début de la guerre, le Front libanais (maronite) regroupe plusieurs milices : la Phalange de Pierre Gemayel aligne 15 000 hommes, les « Tigres » de Camille Chamoun, 3 500 ; en face, le PSP de Kamal Joumblatt, principale force du camp palestino-progressiste, n’a guère que 3 000 combattants ; la gauche est donc en nette infériorité jusqu’à l’entrée en action de l’OLP au début de 1976, qui renverse la balance. Les contributions volontaires des grandes familles maronites, chiites ou druzes sont rapidement insuffisantes pour financer la guerre : dès 1976, la milice phalangiste procède au pillage du port de Beyrouth, ramassant un butin estimé entre un et deux milliards de dollars ; peu après, les phalangistes et les milices palestiniennes s’entendent pour piller le centre-ville et les souks de la capitale, avec un butin comparable ; les coffres-forts des banques sont également dévalisés ; à ces grandes opérations, s’ajoute un racket quotidien de familles aisées, une « fiscalité milicienne » sur les échanges et une contrebande massive, échappant aux douanes officielles ; le trafic de drogue représenterait à lui seul entre 0,7 et 1 milliard de dollars par an. Les arsenaux de l’armée régulière sont vidés à plusieurs reprises au bénéfice des milices.

### Prise d'otages
La prise d’otages devient aussi une véritable industrie, obéissant aux motivations les plus variées : extorquer une rançon, faire libérer un parent ou partisan prisonnier, intimider ou se venger d’une famille adverse ; selon un recensement fait en 2000, il y aurait eu 17 000 Libanais disparus définitifs par enlèvement pendant la durée de la guerre civile ; les enlèvements d’étrangers, surtout occidentaux, ne débutent qu’en 1984 et sont beaucoup moins nombreux (98 personnes de 1984 à 1990). Ils sont exclusivement le fait des milices musulmanes.

### Financements étrangers
À ces ressources « nationales » s’ajoutent des aides étrangères, nombreuses et variées, en fonction des calculs idéologiques ou stratégiques des différentes puissances. L'ALS, forte de 3 000 hommes en 1990, est directement financée par Israël. Le Hezbollah reçoit de l’Iran, à partir de 1982-1983, un montant évalué entre 84 et 100 millions de dollars par an. Les milices palestino-progressistes sont financées par l’OLP, la Libye (PSP et Mourabitoun sunnites) et la Syrie (Amal).

### Un moyen de redistribution
Selon Georges Corm, « les partis et leurs milices ont constitué, pour les opportunistes et les ambitieux de tous bords, des instruments de promotion sociale rapide ». L’argent des milices est aussi un moyen de redistribution sociale, d’abord vers les familles des miliciens pour qui il est le seul revenu stable dans une période de crise économique, puis vers des populations sympathisantes. C’est le Hezbollah chiite qui poussera le plus loin cette logique de redistribution vers une communauté considérée comme déshéritée, s’assurant ainsi sa fidélité durable.

## La guerre du Liban: seconde phase (1982-1990)

### Le début du mandat d'Amine Gemayel: une présidence fragile
Amine Gemayel succède à son frère à la tête de l'État et rappelle la force multinationale à Beyrouth. Son sextennat commence sous le signe de l'espoir. Plusieurs passages sont ouverts entre les deux parties de Beyrouth, et de nombreux émigrés reviennent et avec eux, de l'argent et des projets.
Les États-Unis offrent un soutien financier pour la reconstruction de l'administration, des infrastructures et de l'armée. Un accord est signé stipulant la fin de l'état de guerre et un retrait israélien conditionné par un retrait simultané des forces palestiniennes et syriennes. Amin Gemayel a d'ailleurs dissous le commandement de la Force arabe de dissuasion le 31 mars.
Le gouvernement du président Gemayel affecte de ne pas tenir compte de l'opposition de Damas à ses négociations avec Israël. Mais la reprise des affrontements au Liban va vite donner un motif au régime syrien pour prolonger son intervention.

### Les combats de Tripoli (1982-1985)
Tripoli, la grande ville du Nord, sous autorité syrienne depuis 1976, avait été jusque-là peu touchée par le conflit. Entre octobre 1982 et janvier 1983, des affrontements éclatent entre les milices rivales, l'armée syrienne intervenant à plusieurs reprises pour imposer un cessez-le-feu. La milice islamiste sunnite du Mouvement d'unification islamique (Tawhid) s'oppose à la coalition laïque du Parti communiste libanais (PCL), des Chevaliers rouges (Fursan al-Homor) alaouites, du Parti du travail arabe et du Parti nationaliste social syrien (PSNS). Les combats reprennent en juin et octobre 1983 avec l'intervention des groupes palestiniens, le Fatah soutenant le Tawhid contre les groupes palestiniens dissidents : le cessez-le-feu du 14 octobre laisse provisoirement la victoire au Tawhid. Le chef de l'OLP, Yasser Arafat, revenu au Liban depuis le 16 septembre avec un petit groupe de combattants, participe à ces affrontements. Mais, à partir du 24 octobre, avec l'appui de l'armée syrienne, les groupes libanais et palestiniens pro-syriens attaquent les camps palestiniens tenus par le Fatah : Yasser Arafat doit de nouveau quitter le Liban en décembre 1983. En juillet et en août-septembre 1984, les combats reprennent entre le Tawhid et les milices pro-syriennes, et de nouveau en juillet et septembre-octobre 1985. Le 3 octobre 1985, la Syrie impose un accord entre le Tawhid et les quatre milices du camp adverse, PSNS, PCL, Baas libanais et Parti arabe démocratique (PAD).

### La «guerre de la montagne» (1982-1984)
Les affrontements eurent aussi lieu dans les montagnes du Chouf. Habitée par des druzes et des chrétiens, la région avait jusque-là été épargnée par la guerre. Mais des violences religieuses éclatent. Le gouvernement menace d'envoyer l'armée, mais les druzes refusent, craignant que les troupes ne s'allient avec les phalangistes.
Le dirigeant druze Walid Joumblatt fait bombarder l'aéroport de Beyrouth et attaque les positions de l'armée libanaise dans la ville. Quand les Israéliens se retirent de la montagne, l'armée rejoint les phalangistes contre les druzes et la milice chiite, Amal. Les druzes gagnent la partie avec le soutien de l'URSS. Des milliers de civils maronites ou chrétiens sont contraints à quitter leurs villages en rejoignant l'enclave de Deir El kamar, sous crainte d'être massacrés (certains villages ont perdu plus de 70 % de leur population) jusqu'à ce que les Américains, lors de la bataille de Souk El Gharb en septembre 1983, bombardent les positions druzes et négocient un nouveau cessez-le-feu.
Le 23 octobre 1983, un double attentat-suicide frappe les casernes des troupes américaines et françaises de la force multinationale, faisant plusieurs centaines de morts. La responsabilité exacte de cette opération est discutée, mais elle donnera lieu à plusieurs actions de représailles des forces américaines et françaises contre le Hezbollah.
Le 6 février 1984, Nabih Berri, chef d'Amal, et Walid Joumblatt, chef du PSP, concluent un accord qui établit leur autorité conjointe à Beyrouth-Ouest. Mais leurs milices rivales se disputent la capitale et s'affrontent en juillet, septembre et octobre 1984, ce conflit s'achevant par la médiation du général syrien Ghazi Kanaan.

### La renaissance chiite
Les chiites, largement évincés de la lutte sunnito-maronite pour le pouvoir et ignorés par le gouvernement avaient toujours été les parents pauvres du Liban. Concentrés au sud et dans la Bekaa, ils avaient subi les attaques dans les raids israéliens contre les Palestiniens, et transformés en réfugiés, concentrés dans la banlieue de Beyrouth.
La révolution islamique iranienne avait eu un profond écho dans cette population humiliée. Ses leaders religieux appartenaient à des lignées imamites liées, par parenté ou enseignement, à celles d'Iran et d'Irak : ainsi l'imam Moussa Sadr, né à Qom en Iran, et Mohammad Hussein Fadlallah, né à Nadjaf en Irak : à partir du milieu des années 1970, ils sortent de leur neutralité politique traditionnelle pour appeler à la lutte contre l'oppression. Leurs disciples commencent à prêcher et à entraîner les plus démunis. Le terrain était fertile pour un message rejetant l'impérialisme occidental, et sa volonté de lutter pour sa cause transforma le « mouvement des déshérités », futur Hezbollah, en une véritable force de résistance libanaise qui, gagnant en popularité dans l'ensemble des communautés du Liban, engagea la lutte contre l'occupant israélien et contre ceux qu'il considérait comme ses soutiens.
Le premier attentat-suicide au Liban, avec un véhicule piégé, avait été commis le 15 décembre 1981 contre l'ambassade irakienne à Beyrouth : l'Irak de Saddam Hussein était alors engagé dans la guerre contre la République islamique d'Iran (guerre Iran-Irak) tout en réprimant durement son opposition chiite. Cet attentat est attribué au Dawaa, parti chiite irakien à l'origine mais qui avait développé des branches au Liban et dans la péninsule Arabique et dont plusieurs membres rejoindront le Hezbollah.

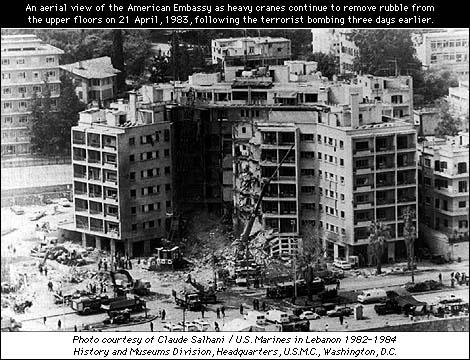
Vue de l'ambassade américaine 3 jours après l'attentat.

Les forces internationales arrivèrent à Beyrouth à partir de septembre 1982. Toutefois, les Américains étant considérés comme des alliés d'Israël, l'opposition se renforça. En avril 1983, un attentat-suicide contre l'ambassade américaine tua 63 personnes et laissa 100 blessés. Deux attentats suicides simultanés revendiqués par le Jihad islamique[réf. nécessaire] causèrent la mort de 256 marines (attaque du QG américain sur l'aéroport international de Beyrouth) et 58 militaires français (attaque du poste Drakkar). C'est la première fois que des attentats-suicides sont utilisés à telle échelle, et cette tactique sera bientôt imitée et utilisée à très grande échelle par les Tigres tamouls au Sri Lanka. Cette première campagne d'attentats-suicides est revendiquée par le Hezbollah, alors une petite organisation chiite. Les contingents de la force multinationale se retirent du Liban entre le 8 février et le 31 mars 1984.
Le 9 avril 1985, Sana Khyadali, membre du Parti social nationaliste syrien, parti laïque alors allié au Baas syrien et au Parti communiste libanais, devient la première femme à faire un attentat-suicide, contre un poste de Tsahal, qui fait quatre morts.
L'ébauche d'une solution mettant fin à la guerre est longtemps bloquée par le désaccord de fond sur les priorités à observer. La gauche et les chiites réclament l'abandon du communautarisme politique et revendiquent un pays uni, et les chrétiens refusent d'envisager l'avenir à l'ombre des troupes étrangères. Cependant, le vrai pouvoir est encore entre les mains des milices.

### La «guerre des camps» (1985-1988)
De mai 1985 à février 1987, la milice Amal, appuyée par la Syrie, entreprend d'éradiquer l'organisation de l'OLP au Liban : les camps de Sabra, Chatila et Burj El Barajneh sont assiégés, bombardés, privés de nourriture et de médicaments. « Les terroristes arabes poursuivent l’œuvre de Sharon » déclare Yasser Arafat. Plusieurs membres d'Amal, désapprouvant cette guerre inter-arabe, quittent cette organisation pour passer au Hezbollah. La « guerre des camps » fait plusieurs milliers de morts palestiniens et libanais, Sabra est totalement détruit, Chatila à 85 %, Bourj El Barajneh à 50 %. En juin-juillet 1988, des groupes palestiniens dissidents, appuyés par la Syrie, achèvent de déloger l'OLP de Chatila et Bourj El Barajneh.
Dans le camp chrétien, Samir Geagea procède à un coup de force, le 16 janvier 1986, pour chasser son rival Élie Hobeika de la direction des Forces libanaises ; les affrontements entre leurs partisans respectifs se prolongent à Zahlé.

### La guerre inter-chiites (1988-1989)
Les deux mouvements chiites montrent une divergence de plus en plus marquée. Amal, s'alignant sur la politique syrienne, donne la priorité à l'éradication de l'OLP et à un nouveau partage du pouvoir central, alors que le Hezbollah se fixe toujours comme but la lutte contre l'occupant israélien. Mais les deux mouvements sont aussi rivaux pour prendre le contrôle des régions du Sud à mesure du retrait israélien.
Dès 1985-1987, des tensions opposent le Hezbollah aux services syriens qui cherchent à entraver l'action des Gardiens de la Révolution iraniens dans leur zone d'influence. En mars 1988, l'enlèvement d'un officier américain de la FINUL sert de prétexte à une offensive d'Amal qui cherche à déloger le Hezbollah de Beyrouth et de Saïda. Les premiers combats sont à l'avantage d'Amal : le 15 avril, son chef Nabih Berri annonce sa victoire sur « l'extrémisme et la politique du kidnapping ». Mais le Hezbollah reconstitue ses forces et, le 6 mai, reprend une grande partie de Beyrouth-Sud. De nouveaux heurts les opposent à Beyrouth en décembre 1989 et mai 1990. La guerre fratricide entre les deux mouvements chiites confronte des hommes qui viennent souvent des mêmes groupes, voire des mêmes familles ; Hassan Nasrallah, futur secrétaire général du Hezbollah, combat du côté de ce mouvement, tandis que son frère Jihad al-Huseyni commande une unité d'Amal dans les combats de Beyrouth. Ce conflit qui aurait fait 272 morts et plus de 200 blessés selon le décompte du quotidien An-Nahar se conclut par un accord en novembre 1990, partageant les pouvoirs et les territoires entre les deux partis.

### L'appel à la Syrie et la résistance du général Aoun
En septembre 1988, le mandat d'Amine Gemayel est sur sa fin, et le vote des députés pour un nouveau président est empêché par les milices. Gemayel demande alors à son chef d'état-major, Michel Aoun de tenir un gouvernement militaire d'intérim. La position indépendantiste d'Aoun était mal vue tant à Damas qu'à Washington, et les Syriens se sont opposés à sa nomination. Gemayel nomme aussi trois officiers chrétiens et trois autres musulmans pour servir sous les ordres d'Aoun, mais les musulmans refusent de rejoindre leurs postes, formant leur propre gouvernement dans Beyrouth-Ouest. En septembre, le pays a deux présidents du Conseil, le chrétien Michel Aoun et le sunnite Salim el-Hoss ; le 9 octobre 1988, les hommes des Forces libanaises de Samir Geagea s'emparent sans combat des positions tenues par les partisans d'Amine Gemayel et obligent l'ex-président à s'exiler. Aoun, le 13 février 1989, envoie l'armée pour reprendre aux Forces libanaises le contrôle du port de Beyrouth ; grâce à la médiation du patriarche maronite Nasrallah Sfeir, la milice accepte un retrait partiel.
Décidé à chasser les troupes syriennes du Liban, le général lance une « guerre de libération » contre l'armée d'occupation syrienne, dont les affrontements s'étendent en 1989. La France commence, à ce moment, à fournir de l'aide humanitaire aux deux parties ; mais étant donné son amitié traditionnelle avec les maronites, ce geste paraît suspect aux yeux des musulmans[réf. nécessaire].

### L'accord de Taëf et les derniers combats (1989-1990)
Une tentative de restaurer la paix a lieu à l'automne 1989. Les efforts politiques d'un comité composé du roi Hussein de Jordanie, du roi Fahd d'Arabie saoudite, et du président Chadli Bendjedid d'Algérie aboutissent à un cessez-le-feu exhaustif et à une rencontre parlementaire pour discuter d'une « réconciliation nationale ».
L'assemblée nationale se rencontre à Taëf en Arabie saoudite. Quelques amendements pour rétablir l'équilibre du partage du pouvoir sont ratifiés le 5 novembre 1989. René Moawad est élu président, mais assassiné seulement 17 jours plus tard. Pour éviter de nouveaux affrontements, le parlement élit immédiatement Elias Hraoui à sa place.
Devant l'opposition du général Aoun les affrontements éclatent encore, cette fois entre Aoun et les milices chrétiennes qui désapprouvaient sa position. Les États-Unis, en reconnaissance du soutien apporté par la Syrie de Hafez el-Assad contre l'Irak lors de la guerre du Golfe, l'autorisent à intervenir aux côtés de l'armée libanaise pour se débarrasser d'Aoun. Avec la chute et l'exil d'Aoun après une offensive syro-libanaise le 13 octobre 1990, à l'exception du Sud toujours occupé, s'ouvre la première période de paix durable au Liban depuis 15 ans.
Plus tard la même année, la Syrie formalise son influence sur la politique libanaise avec la signature des traités de fraternité, coopération et coordination, et d'un accord de défense. Nombreux sont les Libanais, en particulier chrétiens, qui y voient l'établissement d'un protectorat syrien sur leur pays et récusent du coup la légitimité du nouveau régime.
Prenant position par étapes dans toutes les régions du pays, l'armée libanaise, aidée par les troupes syriennes, confisque leurs armes lourdes aux milices. Le Sud reste provisoirement occupé par Israël à travers la milice de l'Armée du Liban sud. Les bases palestiniennes restent au sud, et le Hezbollah est autorisé à garder ses armes pour combattre l'occupation.
Au bout du compte, les violences de la guerre auraient fait 150 000 à 250 000 morts, 17 000 disparus et des centaines de milliers d'exilés et de déplacés[réf. nécessaire].

## La reconstruction du Liban sous la tutelle de la Syrie (1990-2005)

### La scène politique
En 1992 ont lieu les premières élections législatives depuis 1972, dans une atmosphère de manipulation, de frustration et d'abstention. Rafiq Hariri, sorti vainqueur des élections, est désigné comme Premier ministre. Il commence à étudier la reconstruction du pays. Il tente également de restaurer l'équilibre rompu par le boycott des élections par les chrétiens en attirant plus de chrétiens dans le gouvernement tout en souhaitant les avoir sous sa main « politique ». Il est arrêté à la fois par les Syriens et par le président Hraoui.

### Démarrage de la lente reconstruction
De 1975 à 1990, le Liban a connu de profonds bouleversements, dont une détérioration considérable de son tissu industriel et de ses infrastructures. La vague d'optimisme créée autour de la reconstruction dénote une volonté politique de rebâtir le Liban sur de nouvelles bases. L'État libanais se trouve confronté à une tâche ardue qu'il confie au Conseil pour le développement et la reconstruction (CDR). Cet organisme créé en 1977 établit, en mai 1991, une étude de planification pour la reconstruction.
Parallèlement, le gouvernement de Rafik Hariri établit un plan de redressement économique à court terme et un autre à moyen terme. Le projet, sur 25 ans, prévoit dans un premier temps de restaurer l'infrastructure sociale et économique, puis d'effacer définitivement les séquelles de la guerre. Enfin, le développement à long terme de l'économie libanaise, sert de cadre à une croissance équilibrée et déboucher sur un aménagement optimal du territoire.
La pierre angulaire de cette vaste opération, dont les besoins sont évalués à 10 milliards de dollars, est la reconstruction du centre-ville de Beyrouth. La capitale est en effet un symbole particulièrement mobilisateur de la restauration de l'État et de sa souveraineté. Le plan de reconstruction de 160 hectares dans le centre-ville marque un souci d'efficacité et de rapidité, puisque tous les biens-fonds sont rassemblés et gérés par un opérateur unique, dégagé de toute contrainte de type administratif. La perspective de voir affluer des capitaux arabes pour participer aux opérations de promotion immobilière est un autre atout. Mais le projet soulève deux questions principales : la confusion de l'intérêt privé et de l'intérêt public, et le respect de la propriété privée. L'affairisme est reproché au gouvernement libanais en place (M. Hariri, Premier ministre, a possédé en propre jusqu'à 11 % de cette société…). La reconstruction est socialement, un échec car la couche la moins favorisée de la société libanaise (une majorité au sortir de la guerre civile) vit mal cette reconstruction: de nombreuses familles expulsées d'immeubles à démolir par Solidère ne sont pas ou très mal relogées. La polémique s'atténue progressivement à partir du 10 janvier 1994, avec la clôture de l'opération de souscription aux actions de la Société libanaise pour le développement et la construction du centre-ville de Beyrouth, Solidère.
Le montant global des vingt mille souscripteurs atteint 926 millions de dollars, dépassant la demande de 650 millions définie par la société foncière. La part des Libanais est de 600 millions, le reste constitue celle des souscripteurs arabes, saoudiens en majorité. Pilotée par quelques grandes familles enrichies à l'étranger (en particulier Hariri et Mikati) et qui réinvestissent leurs capitaux au Liban, la reconstruction renforce le caractère clientéliste du système social.
Le retour au calme dans la majeure partie du pays n'est pas la seule condition pour un redémarrage économique qui reste tributaire de la situation politique. Le Liban a perdu une grande partie de ses atouts économiques intérieurs et extérieurs. La paix régionale améliore les échanges mais rend délicate pour le Liban la concurrence avec d'autres acteurs, dont Israël, avec ses compétences et son industrie, et la recherche d'investissements avec la baisse des revenus pétroliers. Le redémarrage économique, plus lent que celui de la fin des années 1970, a cependant des effets durables : le Liban a le meilleur revenu par habitant parmi les pays arabes non pétroliers.

### Des indicateurs favorables
À la suite de la réconciliation politique, pour la première fois depuis des années, le PIB augmente de 12 à 15 % du début à la fin du premier semestre de 1991. La récupération des droits fiscaux, notamment des taxes douanières, permet de réaliser des recettes considérables.
Cependant, le retard des aides et les difficultés du recours au financement externe de la reconstruction limitent l'investissement public. Dans ce contexte, la dette publique s'accroît considérablement.
De son côté, le cours de la monnaie libanaise connaît une nette stabilisation après des années de chutes brutales. Les réserves en devises ont plus que triplé entre le début et la fin de l'année 1991 grâce aux rapatriements de la moitié des capitaux libanais placés à l'étranger, et aux placements des investisseurs arabes, notamment dans le secteur de l'immobilier.

### Les retombées sociales de la guerre
Le déplacement de neuf cent mille personnes depuis le début de la guerre a causé de graves déséquilibres dans les régions d'accueil, aboutissant à la squattérisation d'espaces non destinés au logement : bureaux, écoles, hôtels, hôpitaux. Les efforts déployés durant l'année 1993 ont abouti au retour dans la Montagne, le Nord et la Bekaa d'environ 80 000 personnes déplacées à Beyrouth. Cependant, le problème n'est pas résolu entièrement.
Les pouvoirs publics multiplient des interventions sociales et économiques improvisées qui ne résolvent pas les difficultés sociales. En 1994, les prix des services ont enregistré une relative hausse alors que le revenu moyen est faible, et les distorsions sont profondes : l'inflation touche beaucoup plus les salaires et les rentes fixes que les revenus mobiles ou provenant des ventes. Cette situation est à l'origine de tensions qui se manifestent à propos de l'emploi des jeunes. On assiste à l'apparition d'un important chômage déguisé.
Les faiblesses du pays d'avant guerre se sont aggravées, notamment en ce qui concerne les secteurs de l'éducation et de l'administration. L'éducation connaît une nette dégradation à la suite de la baisse des revenus des enseignants. Le secteur privé a mieux résisté aux difficultés que le public. L'enseignement, conçu sur une base académique, n'est pas relié aux besoins économiques, et les enseignements universitaires et techniques sont dispensés sans aucun contact avec les secteurs de production. En revanche, le domaine de la santé et le secteur hospitalier en particulier ont pu maintenir et même développer de très bonnes structures malgré la crise ; le nombre de médecins s'accroît.

## Les reprises d'affrontements après les accords de Taëf
Au sud, le Hezbollah reste sur le pied de guerre en invoquant la lutte contre Israël, qu'il harcèle par des tirs de mortier. L'armée israélienne riposte par l'opération Raisins de la colère en 1996, sans résultat, et finit par se retirer unilatéralement du Liban en mai 2000, en abandonnant ses auxiliaires de l'ALS. Le Hezbollah étend son autorité à la région libérée et continue les tirs de roquettes contre Israël, qui riposte à nouveau par une grande offensive en juillet 2006, causant de nombreux morts et d'importants dégâts aux infrastructures du Liban. Les forces politiques opposées au Hezbollah lui reprochent d'entretenir un état d'instabilité préjudiciable à l'ensemble du Liban.
Néanmoins, souligne la journaliste Françoise Germain-Robin, « le Front de la résistance animé par le Hezbollah est devenu, au fil du temps, le symbole de la lutte du peuple libanais contre l'occupation israélienne. Les exactions quasi quotidiennes auxquelles se livrent les forces d'occupation - bombardements d'artillerie ou par hélicoptères, enlèvements et meurtres de dirigeants et de militants libanais - n'ont fait qu'accroître le prestige de combattants, qui sont passés, aux yeux du Liban et d'une bonne partie du monde arabe, du statut de terroristes à celui de héros. Le bombardement de Cana par l'aviation israélienne en avril 1996, qui fit plus de 160 morts parmi les réfugiés qui avaient fui les bombes en se réfugiant dans un camp de l'ONU, accrut encore ce soutien populaire ».
En juillet-août 2007, l'armée libanaise prend d'assaut le camp de réfugiés palestiniens de Nahr el-Bared, tenu par une milice palestinienne d'inspiration islamiste salafiste, le Fatah al-Islam. C'est une des très rares victoires remportées par l'armée régulière libanaise depuis l'indépendance.
En mai 2008, des affrontements armés (80 morts) opposent la milice du Hezbollah aux forces gouvernementales et à certaines milices à la suite de la tentative du Premier ministre Fouad Siniora de reprendre le contrôle de l'aéroport de Beyrouth.
Depuis juillet 2011, le Liban sert de base arrière à des groupes d'insurgés syriens combattant le régime du président Bachar el-Assad dans la guerre civile syrienne. Des heurts ont opposé les communautés alaouites du Nord-Est du Liban à des groupes islamistes sunnites favorables aux insurgés.
Ces crises ponctuelles montrent, malgré le relatif succès de la reconstruction, la fragilité de l'équilibre libanais et sa vulnérabilité aux crises militaires et sociales qui agitent la région.

#### Littérature
- Frédéric Paulin, Nul ennemi comme un frère, Villenave-d'Ornon, Agullo Éditions, coll. « Agullo noir », 2024  (ISBN 978-2-38246-113-6), roman sur la période 1975-1983

### Documentaires
- Koulloula lil Watan (Tous pour la patrie) de Maroun Bagdadi, 1979.